# Зеамет
Зеаме́т — военный лен, получаемый сипахом за несение военной службы. Установлен при султане Мураде I. Представлял собой условное феодальное земельное держание, существовавшее в Османской империи вплоть до отмены военно-ленной системы (1839), годовой доход с которого составлял от 20 до 100 тысяч акче.
Держатель зеамета — заим (зеам). Заимы проживали в своих ленах и были обязаны лично выступать в поход по первому требованию правительства, имея с собой на каждые 5 тысяч акче дохода одного конного война — джебели.